# 韓武舘
韓武舘（かんぶかん）は、東京にあった空手道場。防具付き空手の発祥の地の一つ。

## 概要
韓武舘は戦後の武道禁止令の中、修道舘の遠山寛賢の高弟らがGHQの監視を逃れて空手の稽古や普及を行うために、昭和20年に設立した空手道場である。流派としては首里手の糸洲安恒の直系を自認する遠山の修道舘の無流派主義を受け継いでいる。当時はGHQの占領下だった為に日本武道が禁止されていたが、遠山の高弟の一人で韓国籍の尹曦炳を館長とすることで稽古や空手冊子の編集等の活動を可能とした。これについて金城裕は「尹館長が韓国籍で、当時第三国人として特権階級に属していたからである」と述べている。また尹について金城は後に、「若い事業欲ある才人であり、彼が空手界にかかわった年月は短いけれど、残した業績は大きい」と評し、「このように書いても空手界の人はすぐには納得しないと思う」とも述べている。
朝鮮戦争の影響などにより昭和24年に尹が韓国に帰国し、またGHQによる規制が緩和されてきた後は錬武舘と改称。後に全日本空手道連盟(旧)（現在の錬武会）に発展した際は修道舘を総本部として迎えた。
韓武舘そのものはわずか5年間のみ存在した道場であったが、敗戦直後の日本人がGHQの禁武政策をかいくぐり、武道空手の系譜を継受することに大いに貢献した。ほかにも組手の競技化の先駆的存在であったことや、錬武会の前身団体であること、曺寧柱や曺の弟子である大山倍達など後に空手界の重鎮となる人物が出入りしていたことなど、単なる伝統の保存に留まらず後世に近代空手が発展する地盤を築いたことから、その功績は計り知れない。
なお、尹曦炳が韓武舘館長時に出版した『空手道名鑑』においては「国際空手道連盟韓武舘」という名称で表記されている。

## 組織
館長
- 尹曦炳（尹快炳） - 修道館の遠山寛賢の高弟であった。

副館長
- 金城裕 - 奥里将現、知念三良、大城朝怒、真栄原朝徳、花城長茂らに師事し、遠山寛賢より師範免状を拝受。後に旧・全日本空手道連盟（現在の錬武会）発足時に副会長に就任。

その他の道場生
- 中村典夫 - 後に全日本空手道連盟錬武会理事長、全日本硬式空手道連盟会長に就任。
- 大山倍達 - 後にフルコンタクト空手を提唱、極真会館を設立。

## 所在地
- 開設時 - 千代田区九段
- 昭和23年以降 - 世田谷区下馬（三軒茶屋・三宿）

## 歴史
- 1945年（昭和20年） - 東京都千代田区九段に開設。
- 1946年（昭和21年） - 剣道の防具を用いて防具付き空手を開始。
- 1948年（昭和23年） - 世田谷区三軒茶屋に道場を移転。
- 1949年（昭和24年） - 館長の尹が韓国へ帰国。
- 1951年（昭和26年） - 渋谷区氷川町の温故学会内に錬武舘が中村典夫によって開設される。
- 1954年（昭和29年） - 全国空手道選手権大会が防具付きルール開催される。

## 組手の競技化
韓武舘は普段は基本稽古、形、巻き藁突きなどの鍛練を行う伝統的な道場であったが、最大の特徴は組手の稽古に剣道の防具を使った事である。当時の空手家達は柔道や剣道と同様、空手も普及の為競技化の必要性を考え、その方法を模索し、安全性と実戦性を両立する為、防具の使用を試みていた。宮城長順や東京大学空手部も防具付きによる組手の鍛練を行っていたとされる。
その中で韓武舘は武道禁止令により余っていた剣道の防具を着用することでそれを解決させようとした。これは当時既に防具付きと寸止めに分岐していた空手の競技化の流れの中で、防具付きの実用性を示したものであり、これが空手界最初の全国大会である全国空手道選手権大会の開催に繋がったと言える。また、直接当てるという概念は、韓武舘に通っていた大山倍達が創始した極真空手の誕生にも影響を与えた。

## 後身団体

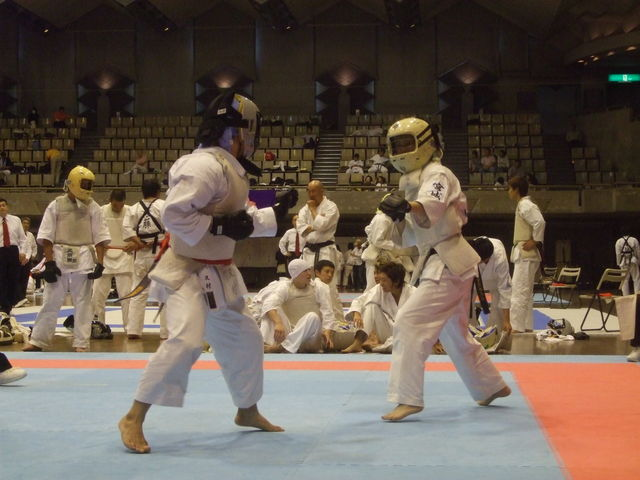
全国防具付き空手道選手権大会（錬武会）

### 日本
韓武舘が閉館後は錬武舘がその流れを引き継ぎ、空手道界初の全国空手道選手権大会を開催。また全日本空手道連盟や全日本空手道連盟錬武会へ発展するなど、現在の空手界に大きな影響を及ぼしたと言える。なお、直接の後身団体は下記の2つが挙げられる。

#### 全日本空手道連盟錬武会
防具付き空手ルールによる競技団体。昭和29年から始まった全国空手道選手権大会も現在はこの団体が主催し、全国防具付空手道選手権大会として存続している。   

#### 日本空手道錬武舘
内藤昭一を二代目館長、中村典夫を名誉館長として、埼玉県春日部市に所在する道場。
昭和56年、錬武会から離れ全日本硬式空手道連盟の発足に参画。
独自に「錬武舘空手道選手権大会」を開催していた。
令和6年、約45年ぶりに全日本空手道連盟錬武会への復帰をはたす。

### 韓国
尹は韓国に帰国するとソウル大学教授を務める傍ら、ソウルの朝鮮研武館という柔道場で空手を教え、釜山に智道館という空手道場を開設した。大韓手博道連盟を設立。韓国の武道として、空手の「手」の字を一字つけた「跆手道」という名称を提唱したが、跆拳道という名に敗れた。